# Fate/Apocrypha
Fate/Apocrypha (яп. フェイト/アポクリファ Фэйто/Апокурифа, «Судьба/Апокриф») — ранобэ авторства Юитиро Хигасидэ, написанное под руководством компании Type-Moon и опубликованное в пяти томах в период с декабря 2012 по декабрь 2014 года как додзинси внутренним издательством Type-Moon Books. Основные сюжетные элементы произведения и его персонажи изначально планировались в качестве элементов одноимённой MMORPG-игры, проект которой был отменён по причине отказа разработчиков от предложенного Type-Moon концепта. Fate/Apocrypha является спин-оффом к визуальному роману Fate/stay night, действие которого происходит в параллельном оригиналу мире и повествует об обстоятельствах четвёртого состязания между магами, получившего название «Великой Войны Святого Грааля».
С 26 августа 2016 года по 26 марта 2024 года в журнале Comp Ace издательства Kadokawa Shoten публиковалась одноимённая манга, иллюстрированная мангакой Акирой Исидой. 31 декабря 2016 года студией A-1 Pictures было объявлено об адаптации работы и в виде аниме. Сериал был срежиссирован Ёсиюки Асаи и состоял из 25 двадцатипятиминутных серий, транслировавшихся на различных телеканалах Японии с 2 июля по 30 декабря 2017 года. В 2018 году состоялся выпуск сериала на Blu-ray Disc. Аниме-адаптация была удостоена двух премий журнала Newtype, в категории «лучший аниме-телесериал года» и «лучший сценарий».

## Сеттинг и персонажи

Главные герои ранобэ: Рулер (слева) и Зиг (справа).

### Сюжет
Действие ранобэ разворачивается в течение нескольких недель 2004 года в румынском городе Трифас (яп. トゥリファス Турифасу) и описывает состязание между магами, получившего название «Великой Войны Святого Грааля» (яп. 聖杯大戦 Сэйхай Тайсэн). В отличие от правил обыкновенной «Войны Святого Грааля» (яп. 聖杯戦争 Сэйхай Сэнсо:), в которой принимали участие семь магов, получивших титул «мастера» (англ. Master) по решению самого Святого Грааля, и призывающих с его помощью семерых «слуг» (англ. Servant), являющихся материализованными духами мифологических и легендарных личностей, в Великой Войне Святого Грааля произошло разделение оппонентов на две «фракции» (яп. 陣営 Дзинэи), каждая из которых получила по семь слуг и было избрано по семь мастеров. В зависимости от прижизненных умений каждый слуга был причислен к одному из семи основных классов, обладающих специфическими боевыми навыками. Долг слуги — в ходе войны устранить всех других призванных героев противника для возможности призыва Грааля. Каждая из фракций получила по одному слуге каждого из классов.
Описываемые события происходят в мире параллельном Fate/stay night и Fate/Zero, в котором семья магов фон Айнцберн (яп. フォン・アインツベルン Фон Айнцубэрун) во время третьей Войны Святого Грааля в японском городе Фуюки (яп. 冬木) призвала слугу класса Рулер (Ruler с англ. — «Правитель») вместо Эвенджера (Avenger с англ. — «Мститель»), что имело место в перечисленных произведениях. Кроме того в ходе того сражения «Великий Святой Грааль» (яп. 大聖杯 Дай Сэйхай) — комплекс для проведения ритуала призыва Святого Грааля — был вывезен нацистами из Фуюки. По окончании Второй мировой войны комплекс оказался на территории Румынии под контролем местной семьи магов Иггдмилления (яп. ユグドミレニア Югудомирэниа), изначально участвовавшими в его похищении. Спустя семьдесят лет после окончания третьей войны Иггдмилления предложили Ассоциации магов (яп. 魔術協会 Мадзюцу Кё:кай), являющейся контролирующей организацией по применению магии во всём мире, провести в Трифасе новую Войну Святого Грааля, как битву за право главенства в магическом сообществе.

### Главные герои
Зиг (яп. ジーク Дзи:ку). Изначально, безымянный гомункул семьи Иггдмилления, созданный в качестве источника магической энергии и боевой единицы для Войны Святого Грааля. Проявив нехарактерное для гомункулов влечение к жизни, освободился из алхимического устройства, в котором был создан. Благодаря помощи слуги чёрной фракции Астольфа сумел покинуть пределы замка Иггдмилления, однако получил смертельные ранения от преследовавшего его Гордеса Музика Иггдмилления. В итоге, был спасён слугой Гордеса — Зигфридом, который пересадил гомункулу собственное сердце. Взял себе часть имени собственного спасителя и решил принять участие в войне для освобождения прочих гомункулов, прислуживающих семье Иггдмилления.
Сэйю: Нацуки Ханаэ
Рулер (яп. ルーラー Ру:ра:). Жанна д’Арк. Нейтральный слуга дополнительного класса, призванный Святым Граалем в тело французской школьницы Летиции (яп. レティシア Рэтисиа), имеющей с ней внешнее сходство. Основной задачей Рулер является контроль за соблюдением правил войны противоборствующими фракциями и недопущение случайных жертв среди мирного населения. Дала клятву умирающему Зигфриду оберегать спасённого им гомункула. Спустя некоторое время начинает испытывать романтические чувства к Зигу.
Сэйю: Маая Сакамото

### Фракции
Каждая из фракций получила условное цветовое обозначение. Ассоциации магов был присвоен титул «красных» (яп. 赤の陣営 Ака но Дзинэи), семье Иггдмилления — «чёрных» (яп. 黒の陣営 Куро но Дзинэи). Со стороны Ассоциации для участия в войне были отобраны шесть наиболее сильных маги с относительно маргинальной репутацией в сообществе, поскольку участие представителей благородных семей с древней родословной было бы затруднено из-за традиций длительной предварительной подготовки к войне и риска потенциальных распрей о руководящей роли того или иного члена фракции. В качестве компенсации участникам было предложено использовать возможности Святого Грааля, способного выполнить любое желание победителя, и был выделен фонд для материального вознаграждения. Дополнительным участником Красной фракции был назначен католический священник Котоминэ Сиро, также являвшийся наблюдателем войны со стороны Церкви (яп. 聖堂教会 Сэйдо: Кё:кай).
По сравнению с другими семьями магов, Иггдмилления не была связана едиными кровными узами, а представляла собой объединение представителей различных семей магов с небольшой или утрачивающей потенциал родословной, созданное для достижения различных целей общими усилиями. При присоединении к этой семье маги сохраняли свои прежние имена и фамилии, но добавляли в качестве когномена «Иггдмилления», что служило символом принадлежности к клану. Главой семьи являлся Дарник Престон Иггдмилления, руководивший похищением Великого Святого Грааля из Фуюки и обладавший высшим титулом мастерства в Ассоциации магов — «гранд» (яп. グランド Гурандо). Все представители Чёрной фракции были членами семьи Иггдмилления, за исключением проститутки Рикудо Рэйки, случайно ставшей мастером Ассасина вместо пытавшегося принести её в жертву во время ритуала призыва Хёмы Сагары (яп. 相良豹馬 Сагара Хё:ма).
| Представители фракций в Fate/Apocrypha           | Представители фракций в Fate/Apocrypha | Представители фракций в Fate/Apocrypha | Представители фракций в Fate/Apocrypha                                       | Представители фракций в Fate/Apocrypha | Представители фракций в Fate/Apocrypha | Представители фракций в Fate/Apocrypha |
| Класс слуги                                      | Истинная личность слуги                | Сэйю слуги                             | Мастер                                                                       | Сэйю мастера                           |                                        |                                        |
| ------------------------------------------------ | -------------------------------------- | -------------------------------------- | ---------------------------------------------------------------------------- | -------------------------------------- | -------------------------------------- | -------------------------------------- |
| Красная фракция (Ассоциация магов)               |                                        |                                        |                                                                              |                                        |                                        |                                        |
| Арчер (Archer с англ. — «Лучник»)                | Аталанта                               | Саори Хаями                            | Роттвил Берзински (яп. ロットウェル・ペルジンスキー Роттовэру Пэрудзинсуки:) | ―                                      | [ 10 ]                                 |                                        |
| Ассасин (Assassin с англ. — «Убийца»)            | Семирамида                             | Кэи Синдо                              | Сиро Котоминэ (яп. コトミネ・シロウ Котоминэ Сиро:)                          | Коки Утияма                            | [ 11 ]                                 |                                        |
| Берсеркер (Berserker с англ. — «Берсерк»)        | Спартак                                | Сатоси Цуруока                         | Димлейт Пентел (яп. デムライト・ペンテル Дэмурайто Пэнтэру)                  | ―                                      | [ 12 ]                                 |                                        |
| Кастер (Caster с англ. — «Заклинатель»)          | Уильям Шекспир                         | Тэцу Инада                             | Джин Рам (яп. ジーン・ラム Дзи:н Раму)                                       | ―                                      | [ 13 ]                                 |                                        |
| Лансер (Lancer с англ. — «Копейщик»)             | Карна                                  | Кодзи Юса                              | Финд вор Сембрен (яп. フィーンド・ヴォル・センベルン Фи:ндо вору Сэнбэрун)   | ―                                      | [ 14 ]                                 |                                        |
| Райдер (Rider с англ. — «Всадник»)               | Ахилл                                  | Макото Фурукава                        | Кабик Пентел (яп. キャビィク・ペンテル Кяби:ку Пэнтэру)                      | ―                                      | [ 15 ]                                 |                                        |
| Сэйбер (Saber с англ. — «сабля», букв. «Мечник») | Мордред                                | Миюки Савасиро                         | Каири Сисиго (яп. 獅子劫界離 Сисиго: Каири)                                  | Кэндзи Номура                          | [ 13 ]                                 |                                        |
| Чёрная фракция (семья Иггдмилления)              |                                        |                                        |                                                                              |                                        |                                        |                                        |
| Арчер                                            | Хирон                                  | Сюнсукэ Такэути                        | Фьоре Форведж (яп. フィオレ・フォルヴェッジ Фиорэ Форувэдзи)                 | Тинацу Акасаки                         | [ 16 ]                                 |                                        |
| Ассасин                                          | Джек-потрошитель                       | Сакура Тангэ                           | Рэйка Рикудо (яп. 六導玲霞 Рикудо: Рэйка)                                    | Маи Накахара                           | [ 17 ]                                 |                                        |
| Берсеркер                                        | Чудовище Франкенштейна                 | Ай Нонака                              | Каулес Форведж (яп. カウレス・フォルヴェッジ Каурэсу Форувэдзи)              | Юсукэ Кобаяси                          | [ 18 ]                                 |                                        |
| Кастер                                           | Авицеброн                              | Мицуру Миямото                         | Роше Фрейн (яп. ロシェ・フレイン Росе Фурэин)                                | Эмири Като                             | [ 19 ]                                 |                                        |
| Лансер                                           | Влад III Цепеш                         | Рётаро Окиаю                           | Дарник Престон (яп. ダーニック・プレストーン Да:никку Пуресуто:н)            | Нобуюки Хияма                          | [ 20 ]                                 |                                        |
| Райдер                                           | Астольф                                | Руми Окубо                             | Селеник Айсколл (яп. セレニケ・アイスコル Сэрэникэ Аисукору)                 | Сидзука Исигами                        | [ 18 ]                                 |                                        |
| Сэйбер                                           | Зигфрид                                | Дзюнъити Сувабэ                        | Гордес Музик (яп. ゴルド・ムジーク Горудо Мудзи:ку)                          | Тору Окава                             | [ 21 ]                                 |                                        |

## История создания

### Проект онлайн-игры

Проект рекламного плаката онлайн-игры Fate/Apocrypha.

Ещё во время создания родоначальника вселенной Fate — визуального романа Fate/stay night — соучредитель и сценарист компании Type-Moon Киноко Насу высказывал предложения о включении в игровой процесс элементов ролевых игр, как это было выполнено в некоторых частях серии Romance of the Three Kingdoms. Эти идеи так и не вошли в итоговую концепцию будущей игры, но побудили руководство Type-Moon к созданию других продуктов в жанре ролевых игр.
В 2007 году одновременно с началом работ по компьютерной игре Fate/Extra Киноко Насу объявил внутри компании о старте проекта MMORPG-игры, которая должна была получить название Fate/Apocrypha и быть связанной с сеттингом Войны Святого Грааля. По мнению Насу, Fate/Extra по своей сути должна была стать «более механистичной» и иметь «присущие 2030 году» визуальные образы героев, что не очень соответствовало его пониманию атмосферы вымышленной вселенной, главной идеей которой являлось отражение судеб персонажей. Сценаристам Type-Moon и связанных с компанией проектов было поручено разработать художественные образы слуг, наиболее удачные из которых должны были получить собственный дизайн облика от команды иллюстраторов под руководством Такаси Такэути. Среди отобранных героев оказался и образ Джека-потрошителя в виде маленькой девочки, выполненный будущим автором ранобэ Юитиро Хигасидэ. В качестве приложения к характеристике слуги Хигасдэ описал сцену её призыва и заключения контракта с проституткой Рикудо Рэйкой, которая впоследствии была опубликована в выпуске журнала Type-Moon Ace в 2011 году во время анонса начала работ по Fate/Apocrypha.
Всего на тот момент были отобраны концепции 14 слуг различных классов, доступных для выбора игроком, без деления на пары между будущими фракциями (например, был выбран лишь один слуга класса Сэйбер, но три — класса Берсеркер). По словам Такэути, первоочередной задачей при выборе слуг являлось определение среди них количества женских персонажей, которым отдавался приоритет над мужскими. Наиболее удачным среди женских образов, по мнению иллюстратора, стала Аталанта, которой, по его словам, «были привиты японские гены» в виде нэко-ушей для создания моэ-эффекта. Также соучредители компании отмечали, что внешний облик Астольфа уже тогда приобрёл черты андрогинности благодаря задумке иллюстратора Отоцугу Коноэ, решившего, что упоминания в каролингском цикле о красоте героя можно было расценить в рамках японского представления о мужской красоте через наличие у персонажа женственных черт. Получившийся визуальный образ Астольфа в женской одежде с розовыми волосами заинтересовал Такэути, после чего был представлен на обсуждение всей команде разработчиков концепции игры и после их согласия получил одобрение для включения в проект. Наибольшие возражения по добавлению к итоговому перечню персонажей возникли по личности Уильяма Шекспира из-за сложившейся во вселенной Fate на тот момент традиции неиспользования выдающихся фигур из недалёкого прошлого, но по причине ключевой роли этого слуги в сценарии будущего проекта было принято решение всё же включить его как утверждённого.
Лично Киноко Насу была предложена концепция слуги Рулера, на чью роль была утверждена Жанна д’Арк, ответственного за соблюдением правил Войны Святого Грааля и поддерживающего собственный нейтралитет. В рамках финальной части основного задания игры Рулер противилась бы передаче Грааля избранному мастеру, но после выполнения ряда требований должна была с помощью своей классовой способности осуществить ритуал, что означало полное прохождение игры. Несмотря на свою изначальную направленность на онлайн-аудиторию Fate/Apocrypha должна была стать историей с завершённым сюжетом, не подразумевающего продолжения после её окончания. Занимался разработкой визуального образа Жанны д’Арк лично главный иллюстратор и соучредитель Type-Moon Такаси Такэути. В дальнейшем он утверждал, что дизайн героини не имеет прямого отношения к наиболее известному персонажу Type-Moon Артурии Пендрагон из Fate/stay night, а выполнен в одной цветовой гамме с Тоно Сики — главного героя визуального романа Tsukihime – с подчеркнутой женственностью черт.
Сотрудники Type-Moon осознавали неспособность реализовать подобный проект в одиночку, но по неразглашённым причинам игра не получила одобрение среди разработчиков компьютерных игр и не была реализована в задуманном виде. В 2012 году было объявлено об окончательном прекращении проекта MMORPG-игры Fate/Apocrypha, а профили разработанных слуг были опубликованы приложением к графическому альбому Fate/Complete Material: IV Extra Material, посвященному выпуску Fate/Extra.

### Ранобэ
Знакомство Киноко Насу с будущим автором ранобэ Юитиро Хигасидэ произошло в 2002—2003 году вскоре после презентации очередного продукта по визуальному роману Tsukihime. В то время Хигасидэ занимался созданием додзинси и рассматривал знакомство с человеком, создавшим впечатлившую его игру, как способ получить «новые профессиональные советы у более опытного коллеги». Позже Хигасидэ занялся созданием собственных визуальных романов вместе с додзин-группой propeller и в 2005 году выпустил свою первую работу — Ayakashibito. Этот визуальный роман попал в поле зрения Киноко Насу, который отметил художественный стиль автора, напомнивший ему ранобэ из творчества Хидэюки Кикути. На основании этого Насу предложил Хигасидэ принять участие в создании концепций будущих слуг для онлайн-игры. Позже Хигасидэ были изданы визуальные романы Bullet Butlers и Evolimit, после которых Насу в рамках кампании по привлечению новых сценаристов в Type-Moon предложил ему включиться в создание уже общего сценария игры. В декабре 2011 года было принято решение о переводе наработок и персонажей по изначальному сценарию онлайн-игры Fate/Apocrypha в ранобэ, автором которого был утверждён Хигасидэ. Сам сценарист позже отмечал, что был благодарен упорству руководства Type-Moon, не отказавшегося от пятилетнего труда целой команды разработчиков.
Написание ранобэ по альтернативной истории, не связанной с событиями иных произведений вселенной Fate, было положительно расценено Хигасидэ, поскольку, по его мнению, ему была предоставлена куда большая, нежели Гэну Уробути во время создания Fate/Zero, свобода творчества. Киноко Насу, осуществлявший контроль за сюжетом произведения, подчёркивал, что наибольшее внимание им уделялось общим деталям сеттинга и соответствию реалиям и мировоззрению вымышленной вселенной, а все прочие детали были целиком отданы под окончательную редакцию непосредственно Хигасидэ. Решение Насу об отходе от канона основной части вселенной Fate было сделано, с его же слов, по причине раскрытия большинства основных принципов и взаимоотношений внутри сеттинга в рамках Fate/Zero, которые приобрели полностью законченный вид. Появившиеся позже аналогии в сюжете между деталями, имевшими место и в Fate/Zero, и в Fate/Apocrypha (как например, развитие характера Уэйвера Вельвета, которое было спровоцировано событиями Fate/Zero и не могло произойти в Fate/Apocrypha), объяснялись Насу недосказанностью предысторий альтернативного мира, где случились какие-то иные, непоказанные читателю события. Сам же автор считал такие повороты сюжета отсылками к другим частям вселенной Fate, предложенными Насу в качестве фансервиса.
По словам автора ранобэ, ещё в момент старта работ он осознал, что попытка раскрыть характеры всех без исключения персонажей, как то было сделано в Fate/Zero, из-за увеличения числа героев до двадцати восьми (14 слуг и 14 мастеров) являлась бесперспективной и потребовала бы серьёзного увеличения объёма произведения. По этой причине из полученных образов персонажей Хигасидэ были несколько сюжетных ходов, положенных в основу сюжета произведения. По словам Такаси Такэути, в отличие от Fate/Zero и Fate/stay night, личность слуг было решено раскрывать непосредственно после их призыва для лучшего их запоминания читателем. Для наполнения романа сюжетными линиями четверо изначальных персонажей (Георгий Победоносец, Давид, Кинтаро и Бэнкэй) были исключены из итоговой работы, несмотря на то, что Давид обладал наиболее интересным образом, по мнению Киноко Насу, во время создания игры. Вместо них по совету Насу и Такэути были включены Мордред, Авицеброн, Ахилл и кентавр Хирон, а также по аналогии с мангой «Василиск» было выделено две противоборствующие фракции. Решением Хигасидэ борьба должна была развернуться между Ассоциацией магов и альтернативной организацией, решившей бросить им вызов, хотя в других работах Type-Moon всегда имело место взаимное неприятие магов и Церкви.
Местом действия будущего произведения была выбрана Румыния, благодаря созданному Гэном Уробути во время разработки игры образу Влада Цепеша, который решил дополнительно раскрыть Хигасидэ, стремившийся подчеркнуть личность князя как правителя, а не рыцаря. Альтернативной площадкой для сражения могли стать США, но она оказалась уже задействована в наработках Рёго Нариты по Fate/strange fake. По требованию Насу больший акцент в сюжете помимо пары главных героев был сделан на Мордред и её мастера. Хигасидэ при описании совместных действий этих персонажей вдохновлялся образами из экранизации истории Бонни и Клайда, а характер самой Мордред был написан им как «стереотипное представление об австралийской девушке». Мордред, также как и её «отец» Артурия Пендрагон в Fate/stay night, была представлена в облике девушки, хотя в более ранних наработках по дизайну персонажа она считалась мужчиной, в точности повторяя черты героя артуровского цикла. Решение об окончательном утверждении женского пола было принято из-за уже включённого в сюжет образа Астольфа, так как два персонажа с нечёткой половой принадлежностью стали бы излишними, по мнению руководителей Type-Moon.
Среди прочих персонажей наибольшие трудности у автора произведения вызывал Астольф, поскольку Хигасидэ не имел представление о его гендерной самоидентификации вплоть до окончания произведения, но, по мнению Насу, включение этого героя было обязательным, так как планировалось «обрадовать определённую часть фанатов». Из-за особенностей стиля речи большая работа была проделана при выписывании диалогов с участием Шекспира, поскольку тот по задумке должен был использовать стихотворную форму. Для решения этой задачи автор предварительно описывал весь диалог в прозаическом стиле, а после переформулировал фразы английского драматурга.
Выбор главного антагониста романа Котоминэ Сиро, под видом которого скрывался вождь восстания в Симабаре самурай-христианин Амакуса Сиро, осуществился как отсылка к его образу в романе Makai Tensho Футаро Ямады, который в своё время лёг в основу ещё Fate/stay night. По желанию Насу противостояние Жанны д’Арк и Сиро стало одной из основных сюжетных линий романа, как «история о двух святых по-разному понимавших спасение». Сам же Fate/Apocrypha рассматривался главным сценаристом Type-Moon, как «история о трагических мечтах, которые не могут быть исполнены», как и прочие части вселенной Fate. Мотивы Жанны д’Арк частично умалчивались Хигасидэ из-за отсутствия в сеттинге вселенной понятия Бога, и её образ был существенно скорректирован по сравнению с историческим прототипом.

## Издание

Обложка третьего тома ранобэ. На изображении Авицеброн (сверху), Аталанта (справа) и Астольф (слева).

Первый том произведения был представлен на Зимнем Комикете и поступил в продажу 29 декабря 2012 года от внутреннего издателя компании — Type-Moon Books. Все иллюстрации к книгам были выполнены Отоцугу Коноэ, принимавшим участие ещё в разработке дизайна персонажей на стадии проекта онлайн-игры. По созданному предварительному сценарию ранобэ должно было состоять из четырёх томов, однако, уже во время написания второго тома Хигасидэ высказывал предположение, что объём может увеличиться и до пяти томов, хотя старался держаться в установленном компанией формате. В итоге, во время создания третьего тома произведения в январе 2014 года Хигасидэ окончательно понял, что готов несколько отойти от изначального сценария и расширить историю до пяти томов за счёт описаний мотивов и личностей слуг Красной фракции и уведомил о своём решении руководство Type-Moon. В мае 2014 года о решении увеличить объём произведения было сообщено публике. Последний том ранобэ был издан 28 декабря 2014 года.

## Манга
26 мая 2016 года было анонсировано о создании манга-адаптации Fate/Apocrypha. В качестве мангаки был утверждён Акира Исида, ранее известный созданием манга-версий Maoyuu Maou Yuusha и Canaan, который также являлся поклонником вселенной Fate и уже участвовал в переложении сюжета игры Fate/tiger colosseum upper. Спустя два месяца 26 августа 2016 года первый танкобон серии был опубликован в сентябрьском выпуске журнала Comp Ace издательством Kadokawa Shoten, который сразу же вошёл в число тридцати наиболее продаваемых манг в Японии. Всего на февраль 2018 года было выпущено пять танкобонов. 13 июня 2017 года манга была лицензирована для издания во Франции компанией Ototo.
По словам Исиды, в своей работе по иллюстрированию он уделял особое внимание воплощению стиля Type-Moon, использованного Такаси Такэути для оформления оригинальных работ Fate/stay night и Fate/Zero, а от иллюстратора ранобэ Отоцугу Коноэ был взят лишь общий дизайн персонажей без особенностей прорисовки. Также по сравнению с ранобэ мангака принял решение о включении дополнительных сцен с предысториями различных персонажей, мотивы которых, по его мнению, нуждались в дополнительном осмыслении читателями. В плане художественной композиции автор избегал одновременного изображения большого числа персонажей в одном блоке и концентрировался на балансе цветов и оттенков, поскольку считал, что обратное может создать трудности в визуальном восприятии работы.

## Аниме
Работа над будущей аниме-адаптацией Fate/Apocrypha студией A-1 Pictures началась в январе 2016 года. На должность режиссёра картины был утверждён Ёсиюки Асаи, ранее выступавший в этой роли при экранизации манги Charlotte. По словам Асаи, он был серьёзно удивлён тому факту, что Type-Moon вышли на контакт с незнакомой студией, ранее не принимавшей участие в реализации проектов компании, однако с лёгкостью согласился на подобную работу, поскольку знал о большой популярности серии Fate среди поклонников аниме-индустрии. Разработка дизайна персонажей и роль ведущего аниматора была доверена Юкэи Ямаде. По просьбе Асаи роль главного сценариста взял на себя сам Юитиро Хигасидэ, поскольку режиссёр хотел находиться в постоянном контакте с автором исходного ранобэ для наиболее точного визуального наполнения отдельных сцен и опасался разрушить атмосферу оригинальной работы. Сам Хигасидэ отмечал, что подобное предложение получило одобрение с его стороны, так как он опасался чрезмерного сокращения основных сюжетных линий романа в ходе адаптации. Помимо Хигасидэ в штате находились также и профессиональные аниме-сценаристы, занимавшиеся разделением сценария на отдельные серии.
По сравнению с ранобэ для большей конкретизации сюжета по решению Асаи произошло относительное увеличение экранного времени главного героя — в частности, Зиг был более акцентированно выделен относительно прочих персонажей. По этой же причине преимущественное внимание в аниме-адаптации было сделано на событиях, происходящих внутри Чёрной фракции. Среди прочих персонажей дополнительные детали визуального образа и сценического поведения были добавлены Мордред, дабы подчеркнуть особенности её характера и взаимоотношения с собственным мастером. Наиболее разнообразное мимическое отображение эмоций было использовано для Астольфа (например, изображение звёзд в глазах), которого Асаи рассматривал как наиболее яркого персонажа всего произведения. Также выдвигались предложения по изменению цветовой гаммы Астольфа, но в итоге было принято решение придерживаться исходного дизайна персонажа. Для создания разнообразия визуального ряда боевых сцен в рамках проекта существовала особая должность режиссёра боёв, разбивавшего масштабные сражения на несколько мелких и реализовывавшего вместе с командой аниматоров различные спецэффекты и хореографические элементы, не имевшие детального описания в романе.
31 декабря 2016 года о грядущей аниме-адаптации работы было объявлено публике. 25 марта 2017 года было объявлено о запланированном начале показе сериала на телевидении с июля того же года в рамках цельного сезона из 25 серий. При озвучивании в промежутке между записью 12 и 13 серий произошла смена манеры обращения персонажей друг к другу — вместо использования названий классов слуг преимущественным стало применение личных имён, сделанное для упрощения запоминания героев произведения зрителями. Одновременный телевизионный показ стартовал 2 июля 2017 года на каналах Tokyo MX, Nippon BS Broadcasting, Gunma TV, Tochigi TV и Mainichi BS и осуществлялся по 30 декабря того же года включительно. 24 сентября в эфир была выпущена «серия 12,5», содержавшая краткое содержание первой половины сериала. В качестве потокового мультимедиа сериал транслировался с 7 ноября 2017 года по 15 февраля 2018 года компанией Netflix с дублированием на английском, немецком, французском, португальском, итальянском и испанском языках. Тем не менее, компания Aniplex, которой принадлежит студия A-1 Pictures, в апреле 2017 года отказалась лицензировать Fate/Apocrypha на территории Северной Америки, однако в сентябре 2018 года всё же объявила об издании сериала на носителях.
27 декабря 2017 года и 28 марта 2018 года состоялся выпуск записи сериала на Blu-ray Disc. В конце декабря 2017 года сериал Fate/Apocrypha занимал шестое место по числу проданных за неделю дисков среди всей аниме-продукции.
7 октября 2017 года Fate/Apocrypha получил две награды от журнала Newtype, как лучший телевизионный аниме-сериал и за лучший сценарий в 2017 году.

## Музыка
С 23 июня 2017 года производилось вещание интернет-радиопостановки Fate/Apocrypha Radio Turifasu! с сэйю Макото Фурукавой (Ахилл) и Руми Окубо (Астольф), которое производилось по одному выпуску в неделю. Записи постановки впоследствии были выпущены в продажу на двух компакт-дисках.
Музыкальное сопровождение аниме-сериала Fate/Apocrypha по заказу A-1 Pictures было выполнено композитором компании Miracle Bus Масару Ёкоямой. Фоновые музыкальные темы были изданы в виде дополнительного материала к записям сериала на Blu-ray Disc. В течение первой половины сезона (с 1 по 12 серии) открывающей композицией служила песня «Eiyuu: Unmei no Uta» в исполнении EGOIST, во второй — «ASH» от LiSA, причём каждая из композиций была издана впоследствии исполнителями в качестве синглов. Музыкальные темы закрывающих заставок каждой из половин сезонов — «Désir» и «KOE» — были представлены Garnidelia и Asca, соответственно. Для последней эта песня стала дебютной на профессиональной сцене.

## Критика

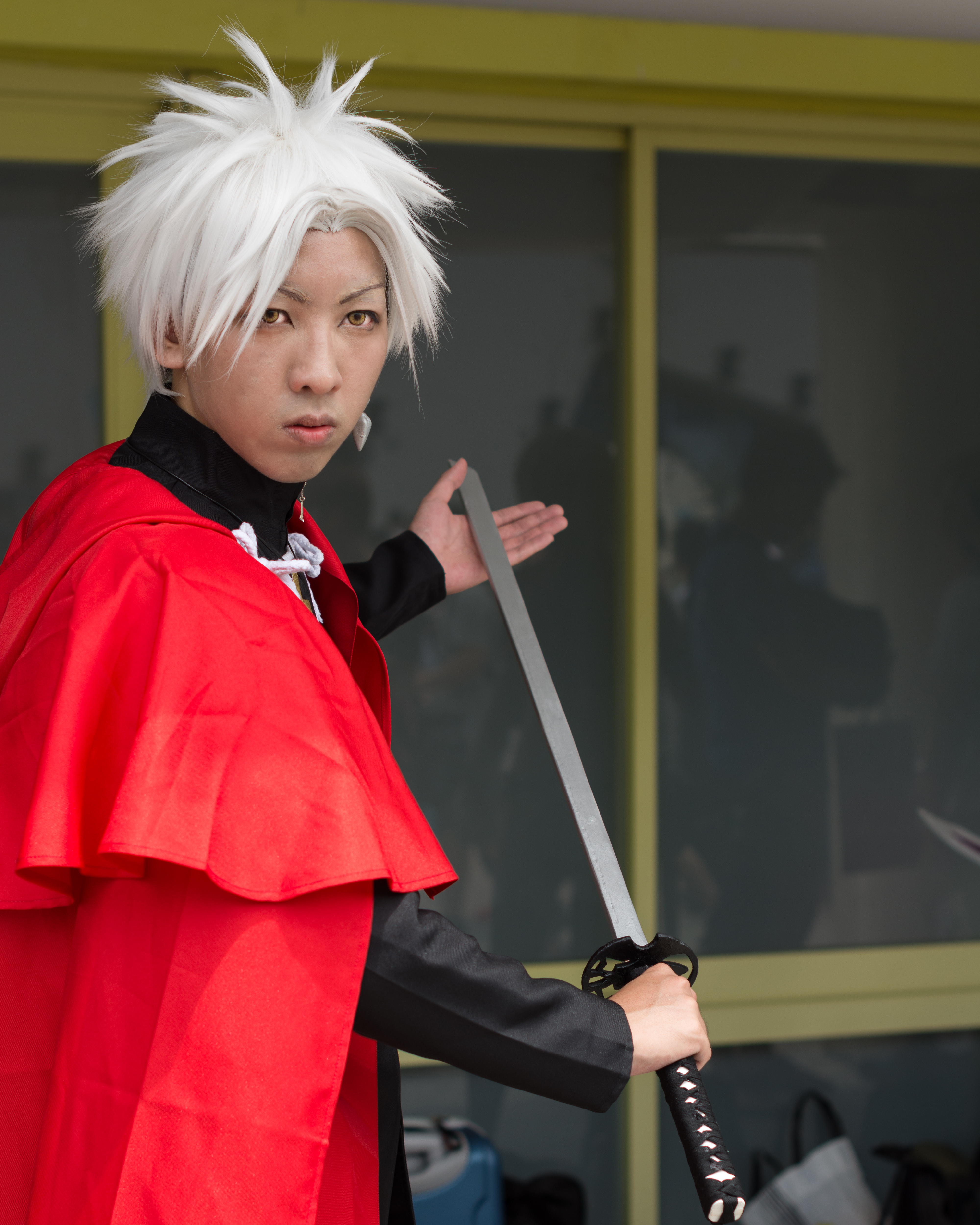
Косплей Котоминэ Сиро.

### Сюжет
Fate/Apocrypha и его аниме-адаптация получили сдержанные оценки критиков в сюжетном плане, хотя сама идея заинтересовать зрителя принципиально новой историей, несвязанной с визуальным романом Fate/stay night и доступной для незнакомой с франшизой аудитории, была оценена с одобрением. Однако обозреватель Anime News Network Ким Моррисси неодобрительно встретила принцип двукратного увеличения числа персонажей, поскольку, по её мнению, это требовало от зрителя продолжительного запоминания, к какой из противоборствующих сторон относится тот или иной герой. Все критики сошлись во взглядах, что увеличение числа героев привело к отсутствию сюжетных ходов с необоснованными уходами от сражений в ряде моментов, как то наблюдалось в Fate/stay night и Fate/Zero. По мнению рецензента Anime Evo, сцены гибели персонажей были хорошо представлены и отличались разнообразием.
Наибольшей критике были подвергнуты центральные персонажи произведения, получившие негативные оценки большинства рецензентов. Суть «спасения» в понимании главного антагониста (Котоминэ Сиро), по мнению tanuki.pl, «была списана с классики аниме». Согласно взгляду обозревателей Anime Evo и Anime News Network, автор и не пытался вникнуть в мотивы Сиро, что вызвало у критиков ощущение необходимости вставки дополнительных сцен о предыстории персонажа, поскольку не было понятно в чём именно ошибка Сиро. Ким Моррисси дала такую же оценку и внутреннему миру Жанны Д’Арк, в особенности её отношениям с главным героем. Так отмечалось, что Жанна предлагает Зигу «выбрать собственную судьбу, осознавая, что он уже скован судьбой, и она поддерживает его решение идти до конца», в чём рецензент узрел нелогичное противоречие. Наиболее негативно среди всех персонажей был воспринят сам главный герой, его идеализация, пафос и влияние на сюжет. Обозреватель tanuki.pl, отмечал его «раздражающую порядочность и жертвенность», что привело к неудачной подаче центрального конфликта произведения, поскольку Зиг оказывался всегда «правым по определению», а «сила праведности, дружбы и радуги была способна победить всё на свете». На основании этого, критик сделал вывод об «общей инфантильности сюжета» и «излишней идеализации героя, даже по меркам среднего произведения жанра сёнэн». Ким Моррисси добавляла также, что Зиг является примитивным в эмоциональном плане и не обладает «харизмой достойной главного героя». Романтическая часть отношений Зига и Жанны была расценена как излишняя и, по мнению tanuki.pl, была выполнена для дополнительной эмоциональной привязки целевой аудитории к сюжету.
Мнения рецензентов о степени раскрытия прочих персонажей разошлись. Так, критик от интернет-портала Anime UK News сочёл, что мотивация каждого из героев была продемонстрирована в доступных из-за увеличенного числа действующих лиц рамках. Обозреватель Anime Evo выделил, что действия некоторых персонажей не были прояснены до конца и не заинтересовывали зрителя при просмотре. Рецензенты Anime News Network и tanuki.pl вовсе сочли персонажей нераскрытыми, а поведение ряда из них «излишне театральным». Тем не менее признавалось, что работа обладала существенным потенциалам для демонстрации характеров персонажей, особенно в виде возможного развития связей «Мастер—Слуга», среди которых, в конечном счёте, сумели выделиться из общей массы лишь отношения Мордред с Сисиго. Ким Моррисси сумела отметить яркий образ Астольфа, «постоянно оказывавшегося в центре внимания». Личные взаимодействия между прочими персонажами, особенно после присоединения к главному герою, согласно tanuki.pl, «полностью теряли свой потенциал» и «попросту меркли, на фоне умных диалогов Fate/Zero или освежающих в Fate/stay night».
Также отмечалось, что группе персонажей были выданы «маргинальные» или «фансервисные» роли (Астольф, Мордред, Джек-потрошитель). Ким Моррисси сочла подобный ход с положительной точки зрения, поскольку, на её взгляд, это позволяло «лучше запоминать некоторых персонажей, пусть и на поверхностном уровне». Однако, по мнению tanuki.pl, выбор героев «оставлял ощущение просмотра Fate/kaleid liner Prisma Illya, а не той части франшизы, что пытается быть серьёзной», и был признан слабым даже с дизайнерской точки зрения, из-за использования у некоторых персонажей «стандартизованных лиц с изменёнными причёсками и цветом глаз».
В целом сюжет работы была признана «невыдающимся, но хорошим» развлечением «с перерывами на столкновения меча и вспышки магии». На взгляд критика tanuki.pl, Юитиро Хигасидэ «пытался угодить всем поклонникам вселенной Fate, что в итоге дало слишком размытый результат». Также им было отмечено, что автору необходимо было «больше вкладывать в работу собственный взгляд», а не использовать уже готовые и с трудом сочетаемые образы персонажей, и давать «большие акценты всем героям, несвязанным с Зигом». По мнению рецензентов tanuki.pl и Anime News Network, Fate/Apocrypha стала «слабейшей по сюжету из всех экранизированных частей франшизы».

### Аниме и манга-адаптации
Непосредственно адаптационная часть аниме-сериала была встречена с преимущественным одобрением критиков. Визуальная сторона сражений, по мнению рецензентов, была выполнена на очень качественном уровне, особенно принимая во внимание отсутствие у проекта большого бюджета, как то имело место у адаптаций студии ufotable по продукции Type-Moon. Тем не менее, Ким Моррисси подчеркнула, что добиться того же качества визуального исполнения, что и в работах ufotable, в рамках данной работы было практически невозможно. Часть рецензентов также отмечала тот факт, что некоторые боевые сцены, преимущественно в финальных сериях сериала, были выполнены «достаточно грубо», а в ряде моментов в них использовалось излишнее количество компьютерной графики и необоснованного затемнения изображения. Однако, получившийся эклектичный стиль этих серий, по мнению Ким Морисси, добавил динамики эпизодов, хотя и был признан ей «тем случаем, где анимацию можно либо любить, либо ненавидеть».
Физическая модель сражений, по мнению обозревателя Anime UK News, была лишена реалистичности, хотя и выполнена с хорошей хореографией. Большинством критиков было отмечено, что монтаж эпизодов боевых сцен был выполнен с интересным видеорядом, но при этом часто возникала потеря смысловой составляющей происходящего и отдельные эпизоды выглядели оторванными от общей фабулы. Обозреватель Anime UK News также добавил, что фоновые изображения очень слабо походили на реальную Румынию. При этом, рецензент tanuki.pl также отмечал, что выбранная для экранизации анимационная студия A-1 Pictures в своих работах преимущественно фокусировалась на развлекательной подаче сюжета без углубления в психологизм, который был присущ адаптациям студии ufotable по продукции Type-Moon. Это же было подчёркнуто и Ким Моррисси, расценившей, что больший упор в сериале был сделан на боевых сценах, нежели на отношениях между персонажами.
Звуковое сопровождение, по общему мнению рецензентов, получило характеристику «стандартизованного» «с отсутствием собственного уникального стиля», которое хоть и удачно подчёркивало бои, но было «незапоминающимся для аудитории». Однако использование оркестрового оформления некоторых музыкальных тем, по мнению обозревателя Anime UK News, делало саундтрек сериала похожим на композиции из других экранизаций вселенной Fate. Работа большинства сэйю получила хорошие отзывы, но критик портала tanuki.pl с негативной точки зрения выделил работу Нацуки Ханаэ и Руми Окубо, озвучивавших Зига и Астольфа, соответственно. По его мнению, Окубо излишне нарочито подчеркнула фансервисный образ героя, а Ханаэ не проявил должной выразительности для роли, продолжив «озвучивание как в серии фильмов по Digimon».
Обозреватель интернет-портала Manga-News в качестве положительных сторон манга-адаптации выделял вставки с пояснительными текстами о деталях сеттинга Fate/Apocrypha в промежутках между главами в танкобоне, а также стиль мангаки в плане передачи дизайна персонажей, которых было легко идентифицировать, несмотря на загруженность изображения, и работу с оттенками серого цвета для возможности цветового восприятия образов и визуальных эффектов боевых сцен. Однако, критике был подвергнут выбранный формат оформления страниц комикса, использующий преимущественно блоки из крупных изображений, что, по мнению рецензента, «излишне ускоряло чтение». Кроме того, выделялась преимущественная акцентированность иллюстратора на персонажах и деталях общения героев в ущерб сражениям.